# Суботички партизански одред
Суботички народноослободилачки партизански (НОП) одред је био партизанска јединица у саставу Народноослободилачке војске и партизанских одреда Југославије током Другог светског рата у Србији.

## Историјат
Формиран је по наређењу Штаба Бачко-барањске оперативне зоне НОВ и ПОЈ Војводине од 23. август 1944. Тада је извршена реорганизација 3. бачко-барањског НОП одреда и од људства тог одреда и нових бораца, формирани су Суботички, Бачко—паланачки и Шајкашки НОП одреди. Одред је контролисао подручје суботичког, сомборског и тополског среза. У септембру и у првој половини октобра вршио је диверзије на комуникацијама Суботица—Баја, Суботица—Нови Сад и на железничкој станици Келебија, Павловац и Хрватски Мајур. Група бораца Одреда пробила се ноћу 10/11. септембра у Суботицу и минирала трафостаницу електричне централе. Град је био неколико дана без електричног осветљења. На железничкој станици Шебешић, код Суботице, 17. септембра Одред је уништио сва станична постројења и запалио и запленио известан број пушака, док је 20. септембра на железничкој станици Биково код Суботице уништио станична постројења и запалио један вагон с ратном опремом. Одред је 21. октобра продро у Суботицу и отпочео чишћење града од преосталих делова окупатора. Истог дана су у град продрли и предњи делови 31. гардијског пешадијског корпуса Црвене армије. Са јединицама Црвене армије Одред је продужио према Сомбору, а у новембру 1944. расформиран је и људствоје ушло у састав 51. дивизије НОВЈ.